# Rutzenmoos
Rutzenmoos ist eine Ortschaft und Katastralgemeinde der Marktgemeinde Regau im Hausruckviertel in Oberösterreich.

## Geschichte
Die Evangelische Pfarrgemeinde Rutzenmoos ist eine der neun historischen Toleranzgemeinden in Oberösterreich.
Während der Reformationszeit waren 90 % der österreichischen Bevölkerung evangelisch gesinnt. Aufgrund politischer Einflüsse wurde dies circa 100 Jahre stillschweigend toleriert, ehe im Jahre 1624 der evangelische Glaube unter Strafandrohung verboten wurde. Damit begann das Leiden unzähliger Vorfahren: Viele wanderten aus, wurden – aus Zwang – wieder katholisch oder lebten ihren evangelischen Glauben geheim (Geheimprotestantismus).
Nach dem Toleranzpatent bildete sich schnell die evangelische Gemeinde Rutzenmoos. Am 1. Advent 1782 wurde beim Nöhmer in Pilling der erste evangelische Gottesdienst gehalten. Im nächsten Jahr wurde bereits ein Bethaus und ein Pfarrhaus mit einer Schule errichtet.

## Bevölkerung
Bei der Volkszählung von 2001 wurden für den Ort Rutzenmoos 429 Einwohner gezählt, aktuell hat die Ortschaft 854 Einwohner (Stand 1. Jänner 2025).

## Kultur und Sehenswürdigkeiten

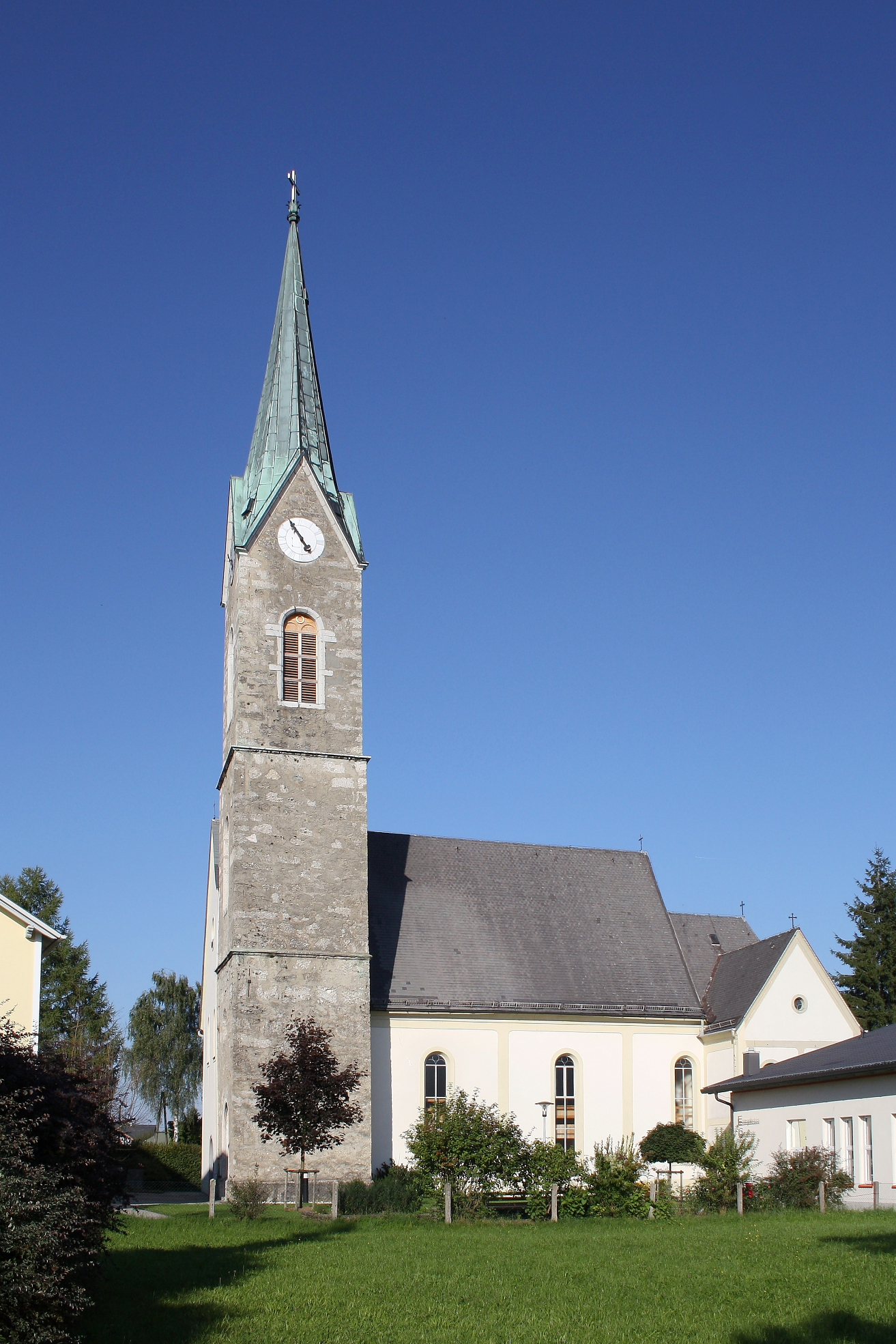
Evangelische Pfarrkirche Rutzenmoos

- Evangelische Pfarrkirche Rutzenmoos

Die Kirche wurde 1783 als Toleranzbethaus erbaut. Der Turm und die Apsis wurden in der zweiten Hälfte des 19. Jahrhunderts angebaut.
- Evangelisches Museum Oberösterreich

Das Museum präsentiert seit dem Jahr 2000 die Geschichte der evangelischen Christen in Oberösterreich. Eine Kinoschau bietet eine virtuelle Zeitreise durch die ersten 1500 Jahre der Christenheit von Jesus Christus bis Martin Luther. Der anschließende Gang durch die Ausstellungsräume führt von der Reformationszeit bis in die Gegenwart. Das Museum befindet sich im Gebäude der früheren Evangelischen Volksschule Rutzenmoos.

## Persönlichkeiten
- Gustav Trautenberger (1836–1902), evangelischer Senior und Historiker
- Gustav Ulrich (1882–1953), deutscher Richter und Politiker (CDU)